# Кеита Сузуки
Кеита Сузуки (јап. 鈴木 啓太; 8. јул 1981) јапански је фудбалер.

## Каријера
Током каријере је играо за Урава Ред Дајмондс.

## Репрезентација
За репрезентацију Јапана дебитовао је 2006. године. За тај тим је одиграо 28 утакмица.

## Статистика
| Јапан  | Јапан   | Јапан  |
| Година | Наступи | Голови |
| ------ | ------- | ------ |
| 2006.  | 7       | 0      |
| 2007.  | 13      | 0      |
| 2008.  | 8       | 0      |
| Укупно | 28      | 0      |